# Baldwin Luksemburski
Baldwin Luksemburski (ur. ok. 1285, zm. 21 stycznia 1354 w Trewirze) – arcybiskup Trewiru w latach 1307–1354, administrator arcybiskupstwa mogunckiego w latach 1328–1336, administrator biskupstw wormackiego i Spiry w latach 1331–1337 (dwie ostatnie funkcje z przerwami).

## Życiorys
Baldwin Luksemburski był synem Henryka VI, hrabiego Luksemburga, i Beatrycze, córki Baldwina, hrabiego Beaumont i Avesnes. Jego starszym bratem był cesarz Henryk VII Luksemburski.
Został przeznaczony do kariery duchownej. Studiował teologię i prawo kanoniczne w Paryżu. W wieku 22 lat kapituła trewirska wybrała go na arcybiskupa i w 1308 w Poitiers wyświęcił go na biskupa. W tym samym roku wraz z arcybiskupem mogunckim Piotrem z Aspeltu doprowadził do wyboru swojego brata na króla niemieckiego. Uczestniczył w jego wyprawie do Włoch po koronę cesarską.
Podczas następnych wyborów Baldwin poparł Ludwika Bawarskiego, potem jednak się od niego oddalił i doprowadził do wyboru swojego stryjecznego wnuka Karola IV na króla (faktycznie antykróla) niemieckiego. Baldwin do końca swojego życia wspierał jego poczynania.